# ZrT TrackMania Cup 2019
 (janvier 2023).
- Si vous ne connaissez pas le sujet, laissez ce bandeau (vous pouvez alors contacter les auteurs).
- Si vous supprimez le contenu mis en cause (vous pouvez préalablement contacter les auteurs),

argumentez précisément cette suppression dans la page de discussion
(un manque de référence n'est pas un argument ; une recherche réelle de référence doit avoir été effectuée, être formellement documentée).
 (mai 2022).
Si vous disposez d'ouvrages ou d'articles de référence ou si vous connaissez des sites web de qualité traitant du thème abordé ici, merci de compléter l'article en donnant les références utiles à sa vérifiabilité et en les liant à la section « Notes et références ».
La ZrT TrackMania Cup 2019 est la septième édition de la ZrT TrackMania Cup, la compétition internationale d'esport annuelle sur le jeu TrackMania²: Stadium organisée par ZeratoR. 
Les qualifications ont lieu en ligne les 8 et 9 juin 2019. La grande finale, elle, est jouée le 29 juin 2019 au Zénith de Strasbourg devant plus de 100 000 spectateurs (7 700 sur place et 95 000 en ligne sur Twitch).
Pour cette première édition jouée en duo, c'est le duo franco-canadien composé de Bren (France) et CarlJr (Canada) qui s'impose. Avec ce succès, Bren remporte sa première ZrT TrackMania après avoir fini sur le podium lors des quatre éditions précédentes (2e en 2015, 2016 et 2018 / 3e en 2017). Pour CarlJr, il s'agit d'un cinquième succès. En effet, il avait déjà remporté 4 fois la compétition en solo (2014, 2015, 2017 et 2018).

La deuxième place revient au duo Pac-Aurel (Royaume-Uni et France).

Le duo Revolution-matt (Allemagne et Brésil) finit 3e et le duo Cap-Papou (France) est au pied du podium. Toutefois, les deux équipes sont considérées comme étant à égalité à la 3e place au niveau du cashprize.

## Circuits
Pour cette édition, ZeratoR a réalisé 20 circuits :
| Nom                              | Nom                   |
| -------------------------------- | --------------------- |
| Titatituto                       | Toufoul, Quand?       |
| Air Control                      | Néo(n) Drift          |
| Annule l'Air                     | Mousti-Care           |
| Bar Hier, Bah Clef               | Tornadéo              |
| Patin Linéaire                   | Tri-(vi)-al PourBren  |
| Game of Lore                     | Pousse                |
| Hein? Dex?                       | Mage? heurts!         |
| Zera-Sick-Park                   | Lore, Rit, Cul, L'air |
| Bêtadirt                         | Lab-eau               |
| Bi Maille Gars-Hideux (map défi) | Échange (map défi)    |

## Défis
| Phase        | Défi        | Circuit               | Description | Nombre de rounds |
| ------------ | ----------- | --------------------- | --- | ---------------- |
| Demi-finales | You & I     | Lab-Eau & Tornadéo    | Les duos jouent en se partageant le même périphérique (manette ou clavier). Un s'occupe de la direction, l'autre accélère et freine. | 2 par circuit    |
| Demi-finales | Switch      | Échange               | Les joueurs d'un duo doivent échanger de place à chaque fois qu'ils passent un checkpoint.                                           | 2                |
| Finale       | Be my guide | Bi Maille Gars-Hideux | L'un des joueurs à les yeux bandés tandis que son coéquipier lui donne des instructions pour le guider.                              | 2                |

## Compétition

### Qualifications
| Tour                | Mode   | Format                     | Duos en lice | Duos qualifiés au tour suivant |
| ------------------- | ------ | -------------------------- | ------------ | ------------------------------ |
| Round #1            | Rounds | 20 poules de 79 ou 80 duos | 1594         | 600 (top 30 de chaque poule)   |
| Round #2            | Rounds | 10 poules de 60 duos       | 600          | 300 (top 30 de chaque poule)   |
| Round #3            | Rounds | 5 poules de 60 duos        | 300          | 160 (top 32 de chaque poule)   |
| Round #4            | Rounds | 4 poules de 40 duos        | 160          | 80 (top 20 de chaque poule)    |
| Round #5            | Rounds | 4 poules de 20 duos        | 80           | 32 (top 8 de chaque poule)     |
| Huitièmes de finale | Rounds | 4 poules de 8 duos         | 32           | 16 (top 4 de chaque poule)     |
| Quarts de finale    | Rounds | 4 poules de 4 duos         | 16           | 8 (top 2 de chaque poule)      |

### Grande Finale
| Chapeau 1                                                            | Chapeau 2                                                          |
| -------------------------------------------------------------------- | ------------------------------------------------------------------ |
| - Badlulu & Scrapie - Pac & Aurel - Wingobear & Gwen - CarlJr & Bren | - Rollin & Spam - Cap & Papou - Ayako & Wosile - ReVoLuTioN & matt |

#### Demi-finales
Les demi-finales se jouent en mode Coupe. Dans ce format, le joueur doit, au fil des différentes courses obtenir 100 points, ce qui lui permet d'obtenir le statut de "Finaliste". Le barème des points est le suivant : 1er = 10pts / 2e = 8pts / 3e = 6pts / 4e = 5pts / 5e = 4pts / 6e = 3pts / 7e = 2pts / 8e = 1pt.
Une fois le statut de finaliste atteint, le joueur doit finir premier d'une course pour obtenir le statut de "Vainqueur".
Pour qu'un duo se qualifie, les deux joueurs doivent atteindre le statut de "Vainqueur".

##### Demi-finale 1
| Rang | Duo               | Score                     |
| ---- | ----------------- | ------------------------- |
| 1    | ReVoLuTioN & matt | 2 Vainqueurs              |
| 2    | Cap & Papou       | 2 Vainqueurs              |
| 3    | Wingobear & Gwen  | 1 Vainqueur + 1 Finaliste |
| 3    | Badlulu & Scrapie | 1 Vainqueur + 1 Finaliste |

| Rang | Joueur     | Points        |
| ---- | ---------- | ------------- |
| 1    | Cap        | 1er Vainqueur |
| 2    | Wingobear  | 2e Vainqueur  |
| 3    | Badlulu    | 3e Vainqueur  |
| 4    | ReVoLuTioN | 4e Vainqueur  |
| 5    | matt       | 5e Vainqueur  |
| 6    | Papou      | 6e Vainqueur  |
| 7    | Gwen       | Finaliste     |
| 7    | Scrapie    | Finaliste     |

##### Demi-finale 2
| Rang | Duo            | Score                     |
| ---- | -------------- | ------------------------- |
| 1    | CarlJr & Bren  | 2 Vainqueurs              |
| 2    | Pac & Aurel    | 2 Vainqueurs              |
| 3    | Rollin & Spam  | 1 Vainqueur + 1 Finaliste |
| 4    | Ayako & Wosile | 2 Finalistes              |

| Rang | Joueur | Points        |
| ---- | ------ | ------------- |
| 1    | Pac    | 1er Vainqueur |
| 2    | CarlJr | 2e Vainqueur  |
| 3    | Bren   | 3e Vainqueur  |
| 4    | Spam   | 4e Vainqueur  |
| 5    | Aurel  | 5e Vainqueur  |
| 6    | Ayako  | Finaliste     |
| 6    | Wosile | Finaliste     |
| 6    | Rollin | Finaliste     |

#### Finale
La Finale se joue en format Coupe, comme pour les demi-finales. Cependant, le nombre de points à atteindre pour devenir "Finaliste" est de 120 (contre 100 en demi-finale). Le barème des points est le suivant : 1er = 10pts / 2e = 8pts / 3e = 6pts / 4e = 5pts / 5e = 4pts / 6e = 3pts / 7e = 2pts / 8e = 1pt.
Une fois le statut de finaliste atteint, le joueur doit finir premier d'une course pour obtenir le statut de "Vainqueur".
Pour gagner la finale, les deux joueurs d'une équipe doivent atteindre le statut de "Vainqueur".
| Rang               | Duo               | Score                     | Récompense |
| ------------------ | ----------------- | ------------------------- | ---------- |
| Médaille d'or      | CarlJr & Bren     | 2 Vainqueurs              | 509,5 €    |
| Médaille d'argent  | Pac & Aurel       | 2 Vainqueurs              | 250 €      |
| Médaille de bronze | Revolution & matt | 1 Vainqueur + 1 Finaliste | 125 €      |
| 4                  | Cap & Papou       | 2 Finalistes              | 125 €      |

| Rang | Joueur     | Points        |
| ---- | ---------- | ------------- |
| 1    | CarlJr     | 1er Vainqueur |
| 2    | Bren       | 2e Vainqueur  |
| 3    | matt       | 3e Vainqueur  |
| 4    | Pac        | 4e Vainqueur  |
| 5    | Aurel      | 5e Vainqueur  |
| 6    | Papou      | Finaliste     |
| 7    | ReVoLuTioN | Finaliste     |
| 8    | Cap        | Finaliste     |